# Edifício Mercantil Finasa
Edifício Mercantil Finasa à direita.
O Mercantil Finasa é um arranha-céu localizado na Rua Líbero Badaró com o Vale do Anhangabaú, na cidade de São Paulo, Brasil. O edifício foi concluído em janeiro de 1974, e atualmente é o 48º arranha-céu mais alto do Brasil, Com 129 metros de altura e 30 andares possui a mesma altura do seu vizinho, o Edifício Grande São Paulo.
O Mercantil Finasa fica logo perto a outros grandes edifícios como, o Mirante do Vale, Edifício Altino Arantes, Edifício Martinelli e CBI Esplanada.

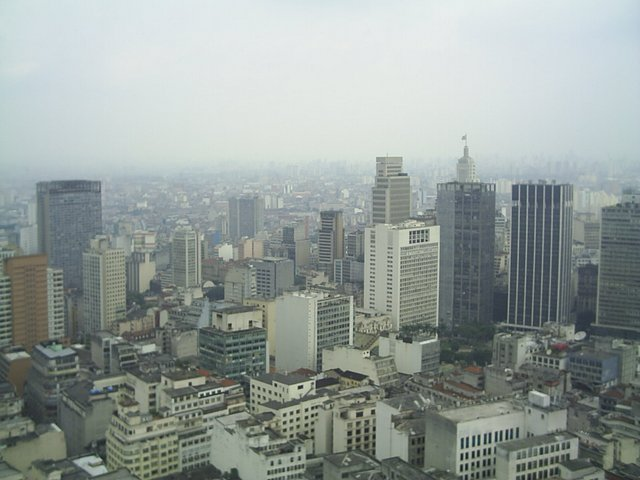
Mirante do Vale, Mercantil Finasa e Anhangabaú, ambos vistos do Terraço Itália.
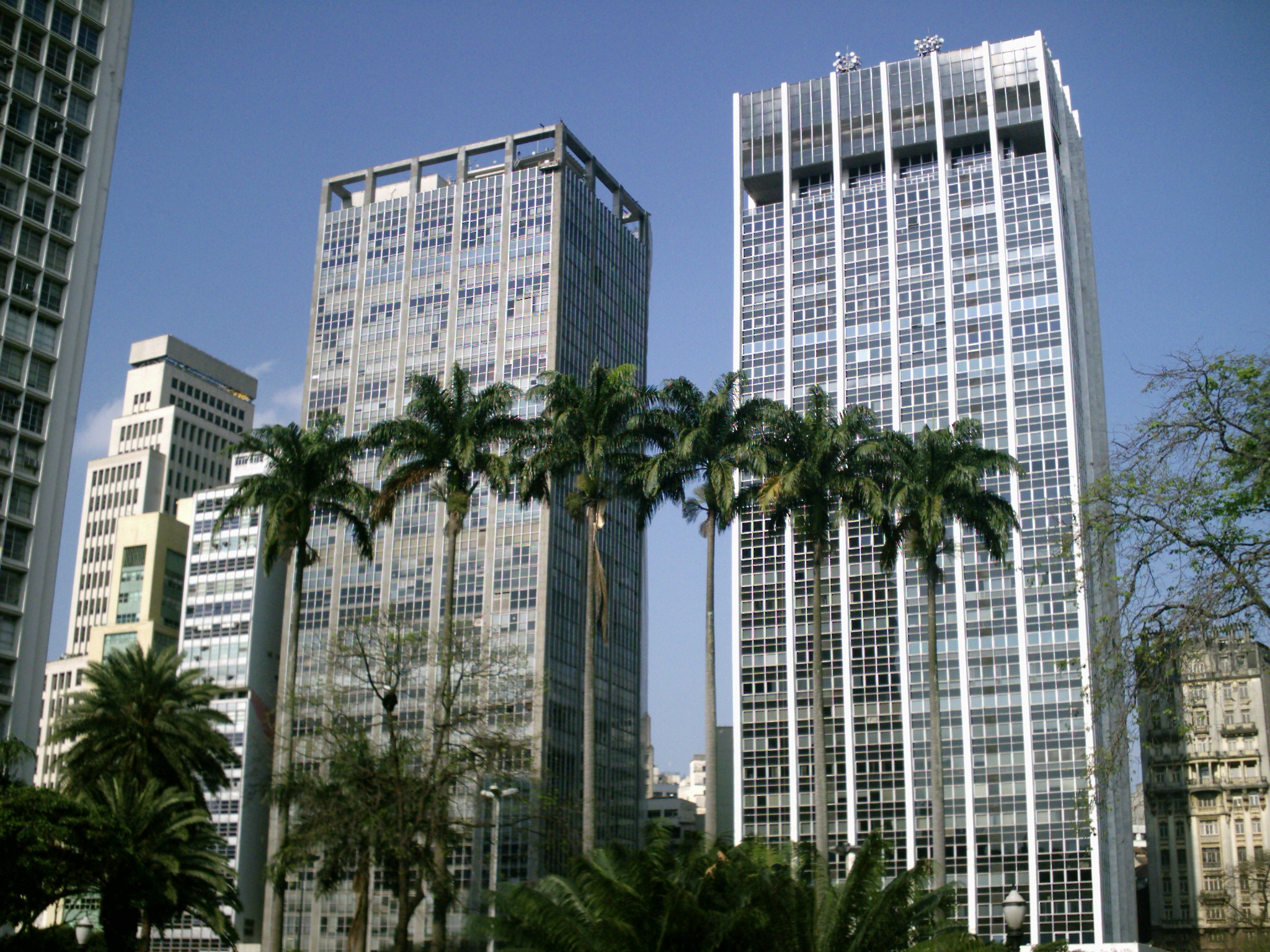
Edifício Grande São Paulo a esquerda e  Mercantil Finasa, a direita.